# 恶心 (小说)
《恶心》（又譯《嘔吐》）是法國存在主義哲學家與作家萨特的作品，小說在1938年出版，當時作者還是一個中學老师，是萨特最為人所知的作品之一。
《恶心》這部作品存在主義小說的影響，故事主角羅岡丹（Roquentin）是歷史學家，在虛構城市「布維爾」生活。他透過事物、過去體現自我。他深信別的東西不能賦予自己的本質，而後發現自己擁有絕對的自由，陸續喚起一陣一陣的恶心感覺。
這個故事被認為是存在主義文学的經典之作，萨特更於1964年獲得諾貝爾文學獎。諾貝爾評審委員會認為萨特的作品「具有原創性、充滿自由及探求真理的精神，為這個世代立下深遠的影響。